# Roger Aubert

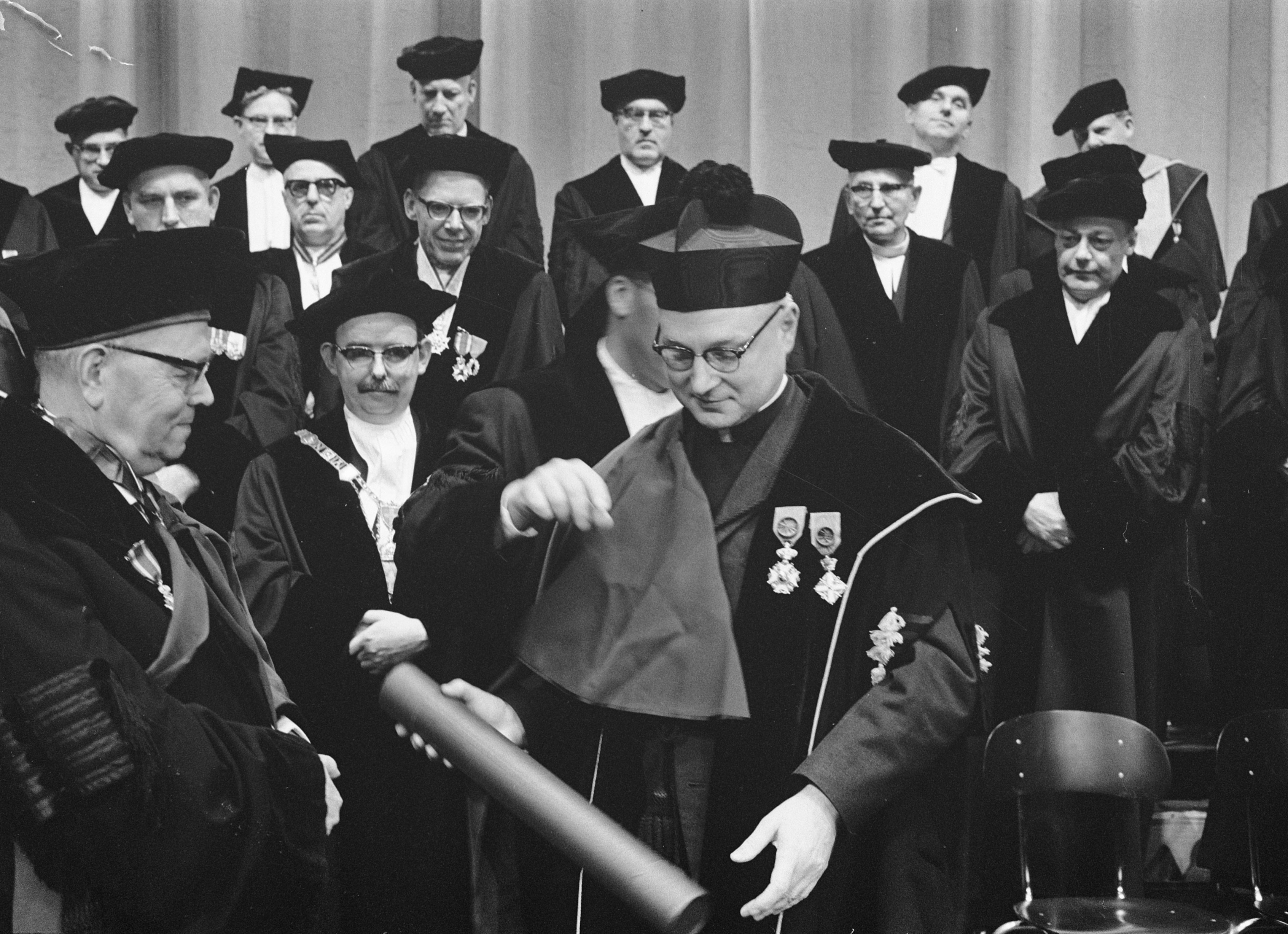
Der niederländische Historiker Lodewijk Rogier überreicht Roger Aubert die Urkunde der Ehrendoktorwürde der Universität Nimwegen (1963).

Roger Aubert (* 16. Januar 1914 in Brüssel; † 2. September 2009 in Schaerbeek) war ein belgischer Theologe, Kirchenhistoriker und katholischer Priester der Erzdiözese Mecheln-Brüssel. Er galt als bedeutender Fachmann der Geschichte der zeitgenössischen Kirche. Er wurde von mehreren Universitäten (Nimwegen, Mailand, Tübingen, Graz und Sherbrooke) zum Ehrendoktor ernannt.

## Leben und Werk
Roger Aubert wurde 1938 zum Priester der Erzdiözese Mecheln-Brüssel geweiht. Er schlug eine akademische Laufbahn und erwarb in wenigen Jahren (1939–1945) die Titel eines Doktors der Philosophie und Literatur (Geschichte) sowie eines Bachelors, Magisters und Doktors der Theologie an der Katholischen Universität Löwen. Von 1944 bis 1952 wirkte er als Theologieprofessor und Kirchenhistoriker am Seminar von Mecheln und von 1952 bis 1984 an der Katholischen Universität Löwen.
Rogert Aubert war der Herausgeber der Revue d’histoire ecclésiastique (RHE, 1952–1990) und des Dictionnaire d’histoire et de géographie ecclésiastiques (DHGE, seit 1952). Sein Forschungsgebiet war die Kirchengeschichte des 19. und des 20. Jahrhunderts. Seine 1994 veröffentlichte Bibliographie (siehe unter Literatur) umfasst 499 Titel. Hinzugefügt werden müssen Tausende von Notizen, Rezensionen und Publikationen, die nach 1993 entstanden.
1995 erhielt Roger Aubert den Prix Mercier der Universität Löwen. 1965 wurde er korrespondierendes und 1968 ordentliches Mitglied der Königlichen Akademie der Wissenschaften und Schönen Künste von Belgien.